# Rohstoffwirtschaft
Rohstoffwirtschaft ist der Überbegriff für eine Reihe großer Wirtschaftszweige und umfasst vor allem die Suche und Prospektion natürlicher Rohstoffe. Dazu zählen insbesondere mineralische und Massenrohstoffe, Kohlenwasserstoffe sowie teilweise auch nachwachsende Rohstoffe.
Ein weiterer wichtiger Bestandteil ist die Förderung und Verarbeitung dieser Rohstoffe, insbesondere der Bergbau und die Anlage zugehöriger Deponien sowie die Kohle-, Erdöl- und Erdgaswirtschaft. Ein weiterer Bereich der Rohstoffwirtschaft ist die Abfall- und Recyclingwirtschaft sowie die Nutzung von Biogas, Deponiegas und Faulgas. Zusätzlich umfasst die Branche auch die Bewirtschaftung der Sekundärrohstoffe und die Nutzung von Sekundärbrennstoffen.
Des Weiteren gehören Teile benachbarter Branchen zur Rohstoffwirtschaft, wie die Forst- und Holzwirtschaft, einschließlich der Verwertung von Alt- und Restholz, sowie die Bauwirtschaft, vor allem im Bereich Naturbaustoffe, und die Metallurgie.
Die Innovations- und Ertragslage der Rohstoffwirtschaft ist heute auch ein wichtiger Wirtschaftsindikator.

## Bundesanstalten und Forschungsinstitute
Auf Bundes- und Landesebene sind in Deutschland für die Forschung und Datengewinnung unter anderem die Bundesanstalt für Geowissenschaften und Rohstoffe zuständig. Zusätzlich sind die geologischen Landesämter der einzelnen Bundesländer sowie die regional zuständigen Bergbaubehörden für entsprechende Aufgaben verantwortlich. In Österreich übernimmt die Geologische Bundesanstalt diese Aufgaben, unterstützt durch die geologischen Abteilungen der Landesregierungen und einige regionale Berghauptmannschaften. In der Schweiz sind das Bundesamt für Wasser und Geologie und die kantonalen Bergbehörden für die entsprechenden Tätigkeiten zuständig.
Im deutschen Sprachraum gibt es zudem zahlreiche Forschungsinstitute, die sich mit der Rohstoffwirtschaft befassen. Hierzu zählen fachbezogene Institute an den meisten Technischen Universitäten und einigen Fachhochschulen sowie Forschungsabteilungen größerer Unternehmen. Auch Fachabteilungen der Dachverbände und der Wirtschaftsforschung spielen eine wichtige Rolle in der Forschung zur Rohstoffwirtschaft.